# Uniforme

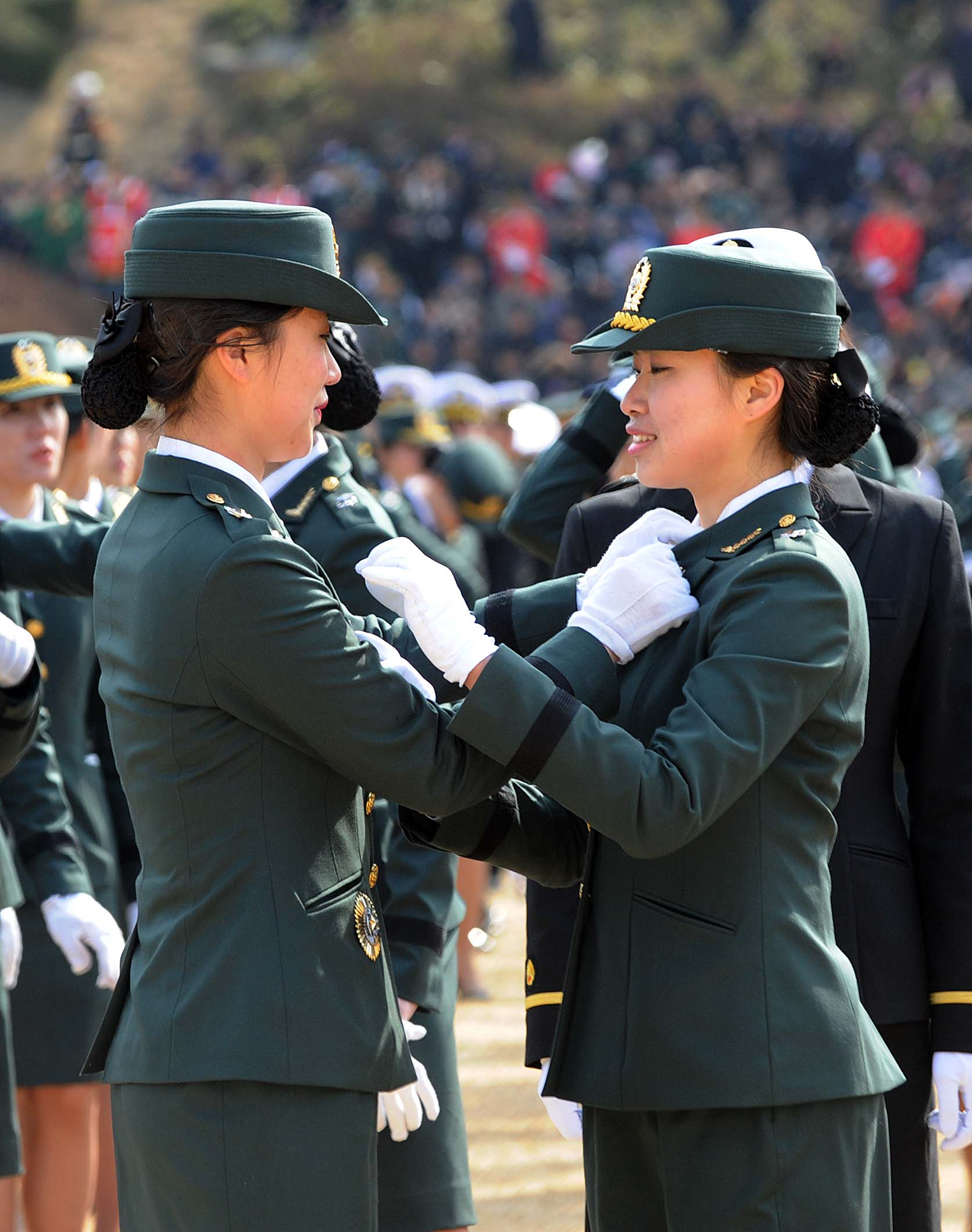
Uniforme

L'uniforme és la vestimenta específica i distintiva d'una entitat (institució pública, organització privada, empresa, etc.) i que els que en són membres han de vestir reglamentàriament quan en participen en les activitats.
Hi ha múltiples tipus d'uniforme, segons el camp d'activitat. Hi destaquen:
- els uniformes escolars obligatoris en determinats centres d'ensenyament primari i secundari (i, antigament, també a les universitats);
- els uniformes laborals civils necessaris a l'activitat;
- els uniformes civils de gala, emprats en el passat o actualment per institucions públiques o entitats científico-culturals en actes de gala (ambaixadors en la presentació de credencials, membres d'acadèmies i professors universitaris en ocasions solemnes, etc.)
- els uniformes esportius, especialment de clubs esportius (futbol, bàsquet, etc.);
- l'uniforme militar;
- l'uniforme policial;
- l'uniforme de presidiari;
- l'hàbit eclesiàstic, probablement la forma més antiga d'uniforme, i la que ha tingut major continuïtat històrica;
- altra mena d'uniformes (escoltista, de servei domèstic, etc.).

Metafòricament és habitual anomenar uniforme la indumentària característica i consubstancial de determinades activitats, socialment de rigor per convenció assentada, però que no recolza en cap reglamentació expressa; per exemple, es diu que el vestit formal amb corbata és "uniforme d'executiu empresarial".